# SC Szeged
SC Szeged (officiellt Pick Szeged) är en handbollsklubb från Szeged i Ungern, bildad 1961. Herrlaget spelar till vardags i Budapest Bank Férfi Kézilabda Liga och har spelat flera säsonger i EHF Champions League. Tränare sedan 2024 är Michael Apelgren och assisterande tränare är Jonas Källman.

## Meriter
- Ungerska mästare: 1996, 2007, 2018, 2021, 2022
- Ungerska cupmästare: 1977, 1982, 1983, 1993, 2006, 2008, 2019
- EHF Cup / EHF European League-mästare: 2014

## Spelare

### Truppen 2021/2022
Tränare:  Juan Carlos Pastor
| Nr | Nat.      | Spelare                    | Pos. |
| -- | --------- | -------------------------- | ---- |
| 16 | Ungern    | Roland Mikler              | MV   |
| 32 | Kroatien  | Mirko Alilović             | MV   |
| 46 | Ungern    | Tibor Nagy                 | MV   |
| 77 | Serbien   | Luka Krivokapić            | MV   |
| 4  | Ungern    | Barnabás Rea               | M9   |
| 5  | Norge     | Kent Robin Tønnesen        | H9   |
| 7  | Kroatien  | Luka Stepančić             | H9   |
| 9  | Ungern    | Richárd Bodó               | V9   |
| 10 | Portugal  | Miguel Martins             | M9   |
| 13 | Ungern    | Dániel Kecskés             | H6   |
| 15 | Slovenien | Nik Henigman               | V9   |
| 17 | Serbien   | Bogdan Radivojević         | H6   |
| 22 | Slovenien | Matej Gaber                | M6   |
| 24 | Slovenien | Mario Šoštarič             | H6   |
| 25 | Österrike | Sebastian Frimmel          | V6   |
| 27 | Ungern    | Bence Bánhidi              | M6   |
| 41 | Spanien   | Imanol Garciandia Alustiza | H9   |
| 44 | Slovenien | Dean Bombač                | M9   |
| 45 | Ungern    | Miklós Rosta               | M6   |
| 51 | Slovenien | Borut Mačkovšek            | V9   |
| 71 | Norge     | Alexander Blonz            | V6   |

### Tidigare spelare i urval
- Danijel Anđelković (2004–2010)
- Dean Bombač (2014–2016, 2018–)
- Ferenc Ilyés (2000–2002, 2002–2007, 2013–2016)
- Jonas Källman (2014–2021)
- Balázs Laluska (1998–2005, 2008–2009)
- Jonas Larholm (2012–2014)
- László Nagy (1994–2000)
- José Manuel Sierra (2014–2018)
- Luka Žvižej (2007–2010)